# Carlo Caffarra
Carlo Caffarra (Samboseto di Busseto, Italia; 1 de junio de 1938-Bolonia, Italia; 6 de septiembre de 2017) fue un cardenal italiano, arzobispo de Ferrara (1995-2003) y arzobispo de Bolonia (2003-2015).

## Biografía
Nació en 1938. Inició sus estudios filosóficos y teológicos en el Seminario Episcopal de Fidenza. Fue ordenado sacerdote el 2 de julio de 1961, después de haber obtenido el título de grado (denominado Baccalaureatus en las universidades eclesiásticas) en Sagrada Teología. Entonces fue enviado a Roma, donde obtuvo el máster (denominado Licentia en las universidades eclesiásticas) y el doctorado en Derecho Canónico por la Pontificia Universidad Gregoriana y un diploma de especialización en Teología moral por la Academia Pontificia Alfonsiana.
Comenzó su ministerio como vicario parroquial de la Catedral de Fidenza y como profesor de Teología moral en el Seminario de Parma y Fidenza. También ejerció como profesor de Ética médica en la Universidad Católica del Sagrado Corazón de Roma.
En agosto de 1974 el Papa Pablo VI lo nombró miembro de la Comisión Teológica Internacional, cargo que ejerció hasta 1984. En septiembre de 1978 participó como representante de la Santa Sede en el Primer Congreso Mundial de la esterilidad humana y la procreación artificial, celebrado en Venecia. 
En 1980, fue nombrado experto en el Sínodo de los Obispos sobre el Matrimonio y la Familia y, en enero de 1981, el Papa Juan Pablo II lo nombró fundador y presidente del Pontificio Instituto Juan Pablo II para Estudios sobre el Matrimonio y la Familia. Se desempeñó como consultor de la Congregación para la Doctrina de la Fe durante cinco años a partir de 1983. También tomó parte en un estudio sobre ingeniería genética instituido por el Ministerio de Salud de Italia. 
En 1988 fundó el Pontificio Instituto Juan Pablo II de Estudios sobre el Matrimonio y la Familia en Washington D. C., y posteriormente en México y España. Como presidente del Pontificio Instituto Juan Pablo II participó en diversos foros dedicados al matrimonio y la familia, como la conferencia vaticana sobre el SIDA celebrada en 1989. En 1990 escribió al respecto que el uso del preservativo para evitar la transmisión de enfermedades es ilícito en todo caso, incluso dentro del matrimonio católico; así, si el esposo infectado de VIH no es capaz de guardar «abstinencia total», es preferible que éste contagie a su vez a la esposa porque «la salvaguarda de bienes espirituales, como el del sacramento del matrimonio, es preferible al bien de la vida».

### Episcopado
El 8 de septiembre de 1995 fue nombrado arzobispo de Ferrara-Comacchio. El 16 de diciembre de 2003 fue nombrado arzobispo de Bolonia. El 27 de octubre de 2015 fue aceptada su renuncia al gobierno pastoral de la archidiócesis, por motivo de edad. 

### Cardenalato
Creado y proclamado cardenal por Benedicto XVI en el consistorio del 24 de marzo de 2006, con el título de San Juan Bautista de los Florentinos.
Falleció en Bolonia, el 6 de septiembre de 2017, tras una larga enfermedad. Fue enterrado tres días después en la cripta de la Catedral de San Pedro en Bolonia.

### Cargos en la curia romana
- Congregación para la Evangelización de los Pueblos
- Congregación para las Causas de los Santos (nombramiento 22 de septiembre de 2015)
- Tribunal Supremo de la Signatura Apostólica
- Pontificio Consejo para la Familia
- Pontificia Academia para la Vida

Y de forma especial, era Académico correspondiente extranjero de la Real Academia de Doctores de España.

## Reconocimientos
- Doctorado honoris causa por la Universidad Franciscana de Steubenville, Ohio.

## Posiciones

### Sínodo sobre la familia
En 2014, con la vista puesta en el Sínodo sobre la familia convocado por el Papa Francisco publicó, junto con los también cardenales, Walter Brandmüller, Raymond L. Burke, Gerhard L. Müller y Velasio de Paolis, el arzobispo Cyril Vasil’, y los expertos Robert Dodaro, O.S.A., Paul Mankowski, S.J., y John M. Rist, el libro Permanecer en la Verdad de Cristo. Matrimonio y Comunión en la Iglesia católica, en el que los autores "demuestran cómo, examinando los textos bíblicos fundamentales y recurriendo a las fuentes patrísticas, no es posible invocar sic et simpliciter la «tolerancia» -defendida por Kasper- para reconocer la facultad de acceder al sacramento de la Eucaristía por parte de quienes han contraído matrimonio civil tras el divorcio".

### XIV Asamblea General Ordinaria del sínodo de obispos
En octubre de 2015, se difundió una carta firmada por él y otros 12 cardenales en la que denunciaban la metodología empleada en el Sínodo convocado por el Papa Francisco. Los otros cardenales eran: Gerhard L. Müller (Alemania), Thomas C. Collins (Canadá), Timothy M. Dolan (EE. UU.), Willem J. Eijk (Países Bajos), Péter Erdõ (Hungría), Wilfrid Fox Napier (Sudáfrica), George Pell (Australia), Mauro Piacenza (Italia), Robert Sarah (Guinea-Conakri), Jorge L. Urosa Savino (Venezuela), Angelo Scola (Italia) y  André Vingt-Trois (Francia). Más tarde, los cardenales Angelo Scola y André Vingt-Trois se desmarcaron de la carta diciendo que nunca la habían firmado.Lo mismo dijeron aun más tarde los cardenales Péter Erdõ y Mauro Piacenza, por lo que el número de los firmantes se redujo a nueve. Posteriormente se supo que hubo una confusión y que los otros cuatro firmantes fueron los cardenales Daniel N. DiNardo (EE. UU.), John Njue (Kenia), Norberto Rivera Carrera (México) y Elio Sgreccia (Italia).

### DubiassobreAmoris laetitia
Caffarra ha criticado públicamente la exhortación apostólica  Amoris Laetitia, en particular la nota 351 que planteaba la posibilidad de que los divorciados vueltos a casar pudiesen comulgar. En 2016, Caffarra, junto con los también cardenales Walter Brandmüller (Alemania), Joachim Meisner (Alemania) y Raymond L. Burke (EE. UU.), presentó una serie de preguntas al Papa Francisco con el fin de clarificar dicha postura, denominadas dubia que tras dos meses sin respuesta fueron publicadas. 

## Sucesión
| Predecesor: Juan Carlos Aramburu | Cardenal Presbítero de San Juan Bautista 24 de marzo de 2006                   | Sucesor: Vacante            |
| Predecesor: Giacomo Biffi        | Arzobispo de Bolonia 16 de diciembre de 2003-27 de octubre de 2015             | Sucesor: Matteo Maria Zuppi |
| Predecesor: Luigi Maverna        | Arzobispo de Ferrara-Comacchio 8 de septiembre de 1995-16 de diciembre de 2003 | Sucesor: Paolo Rabitti      |

## Obras

### Libros
- Carlo Caffarra (1992). Sexualidad a la luz de la antropología y de la Biblia. Ediciones Rialp. ISBN 9788432127076.
- Carlo Caffarra (1987). La sexualidad humana. Encuentro. ISBN 9788474901795.
- Carlo Caffarra (1988). Vida en Cristo. Ediciones Universidad de Navarra. ISBN 9788431310646.
- Carlo Caffarra (1995). Ética general de la sexualidad (3ª edición). Ediciones Internacionales Universitarias. ISBN 9788487155352.
- Carlo Caffarra (1994). Verdad y libertad en la "Veritatis Splendor". Fundación Alborada.
- Ángel Rodríguez Luño, Carlo Caffarra (1992). Ética (5ª edición). Le Monnier. ISBN 9788800853088.
- Carlo Caffarra (1985). Genética y manipulación. Ediciones Palabra. ISBN 978-84-7118-403-0.